# Monodilepas monilifera cookiana
Monodilepas monilifera cookiana es una subespecie de molusco gasterópodo de la familia Fissurellidae.

## Distribución geográfica
Se encuentra  en Cook Strait en Nueva Zelanda.